# كليوباترا سيليني الأولى
كليوباترا سيليني الأولى (بالإغريقية: η Κλεοπάτρα Σελήνη )‏ (و. 135 ق.م – 69 ق.م م) هي ملكة حاكمة من مصر القديمة.

## مناصب
تولت منصب Seleucid ruler ‏.